# 만노사민
D-만노사민(영어: D-mannosamine) 또는 2-아미노-2-디옥시만노스(영어: 2-amino-2-deoxymannose)는 만노스의 헥소사민 유도체이다.

## 같이 보기
- 뉴라민산